# Vigilia pascual

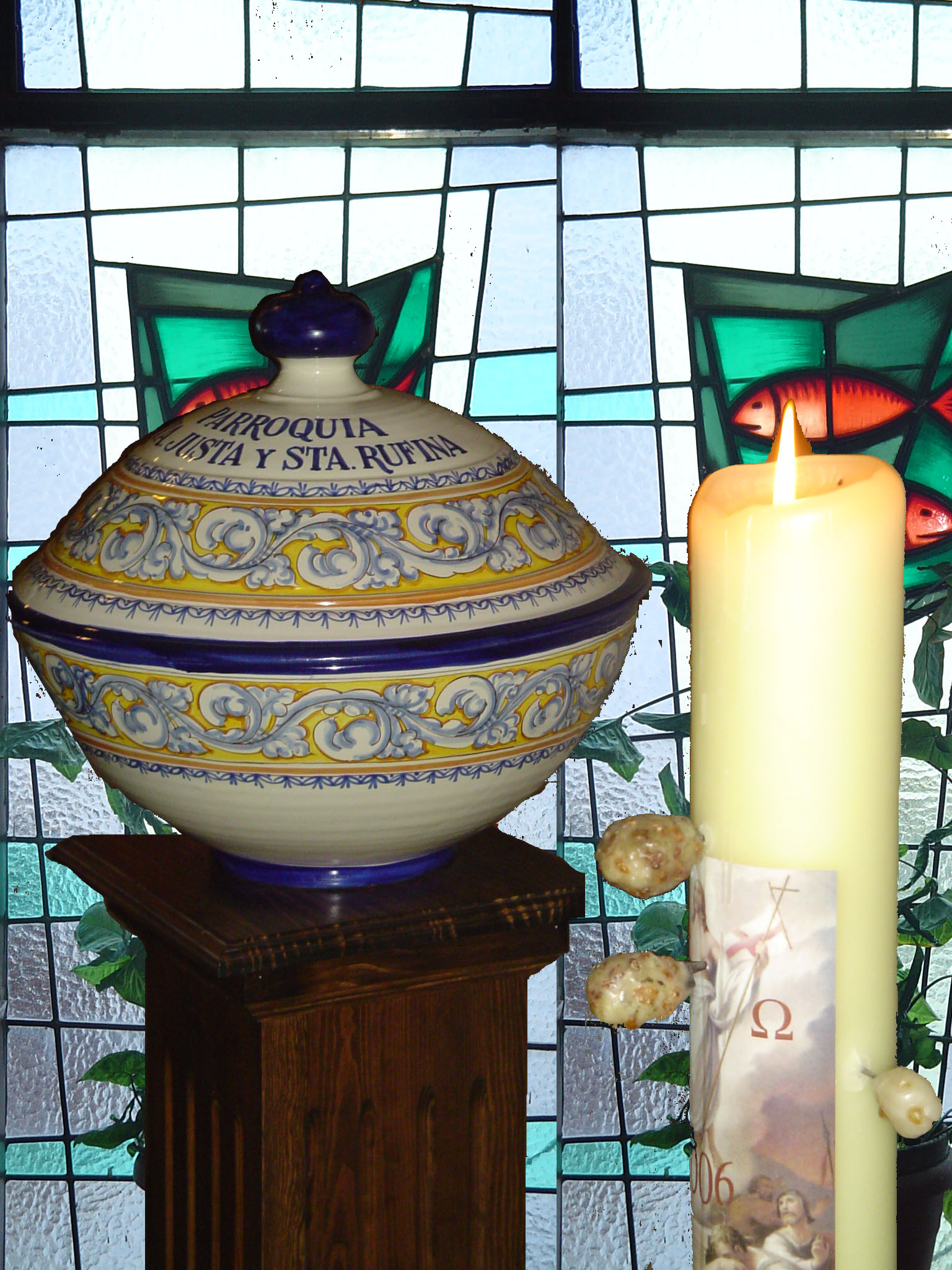
El cirio pascual se enciende este día por primera vez, además de renovar las promesas bautismales junto a la pila.

La vigilia pascual es una celebración litúrgica que conmemora la Resurrección de Jesús y tiene lugar la madrugada del Domingo de Pascua (si bien se puede celebrar antes de medianoche, considerándose igualmente misa de Pascua del Domingo de Resurrección). Es la celebración más importante del año en la mayoría de las confesiones cristianas, y en todas ellas tiene un ritual muy semejante que incluye los símbolos de la luz y el agua.

## Liturgia católica
En la vigilia pascual, la Iglesia católica celebra una liturgia muy especial, y lo hace con la máxima solemnidad.
Los presbíteros y diáconos están revestidos de ornamentos blancos, señal de alegría por la resurrección de Cristo, aunque normalmente, el obispo o el presbítero celebrante también suele vestir una casulla o si no la capa pluvial dorada debido a la gran solemnidad de la celebración que es al fin y al cabo, el centro del año litúrgico.

### Lucernario
Empiezan la vigilia con el templo completamente a oscuras, encendiéndose y bendiciéndose un fuego en el atrio, en un lugar fuera del templo. De ese fuego se enciende el cirio pascual, una enorme vela que simboliza a Cristo Resucitado. Acto seguido, se inicia la procesión del obispo los presbíteros y los ministros, a la entrada de la Iglesia los diáconos que llevan los cirios cantan: "Luz de Cristo" y los fieles cantan: "Oh Luz Gozosa de la Santa Gloria del Padre Celeste e inmortal Santo y Feliz Jesucristo". El cirio pascual avanza y a mitad de la iglesia vuelve a cantar y los fieles que esperan dentro del templo encienden sus velas propias de la llama del cirio, a medida que los diáconos avanza con el cirio en alto por la nave central del templo. Los diáconos se detienen en tres oportunidades para cantar: "Luz de Cristo", a lo que los fieles responden: "Demos gracias a Dios". Cada vez este canto se efectúa un tono más alto. 
Al llegar al altar mayor los diáconos vuelven a cantar y se encienden algunas luces del templo.
Llegados al presbiterio, se coloca en el centro del mismo, junto al altar o junto al ambón, y el sacerdote lo inciensa tres veces. Se encienden algunas luces del Templo (quedando a media luz), y acto seguido, el diácono el presbítero, el obispo celebrante o un cantor entona el Pregón pascual, antiguo himno alusivo a la noche de Pascua que proclama la gloria de la Resurrección de Cristo, que envolverá toda la liturgia de esta noche.

### Liturgia de la palabra
Luego continua con la liturgia de la palabra, en la que seminaristas o fieles Laicos, proclaman siete relatos del Antiguo Testamento alusivos al plan salvífico de Dios, intercalados con salmos o cánticos del Antiguo Testamento (interpretados por un cantor) y oraciones que se intercalan entre lectura y salmo (rezadas por el sacerdote celebrante).
- 1.ª lectura: Génesis 1,1-2,2

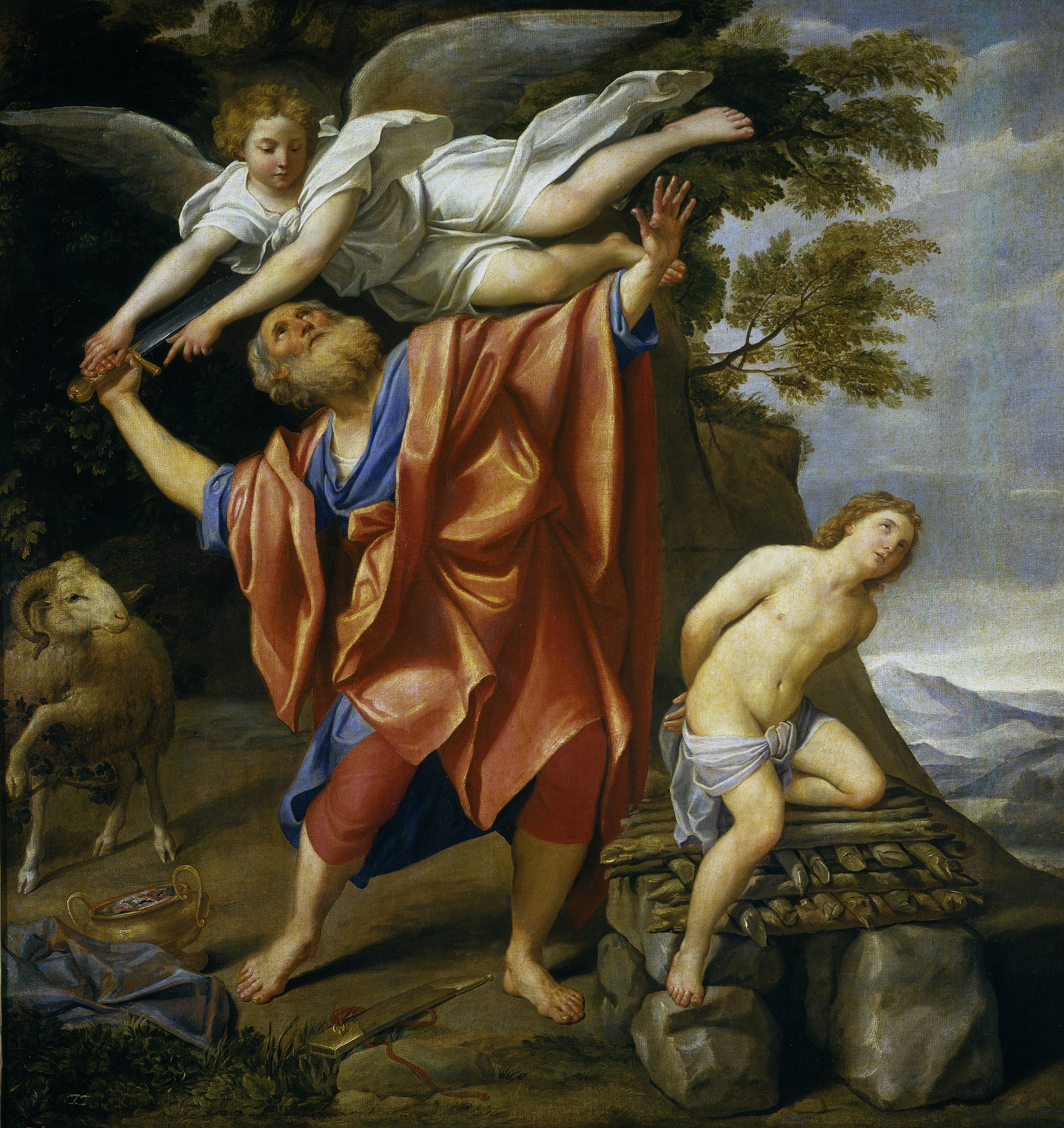
En la 2.ª lectura se recuerda el sacrificio de Isaac.

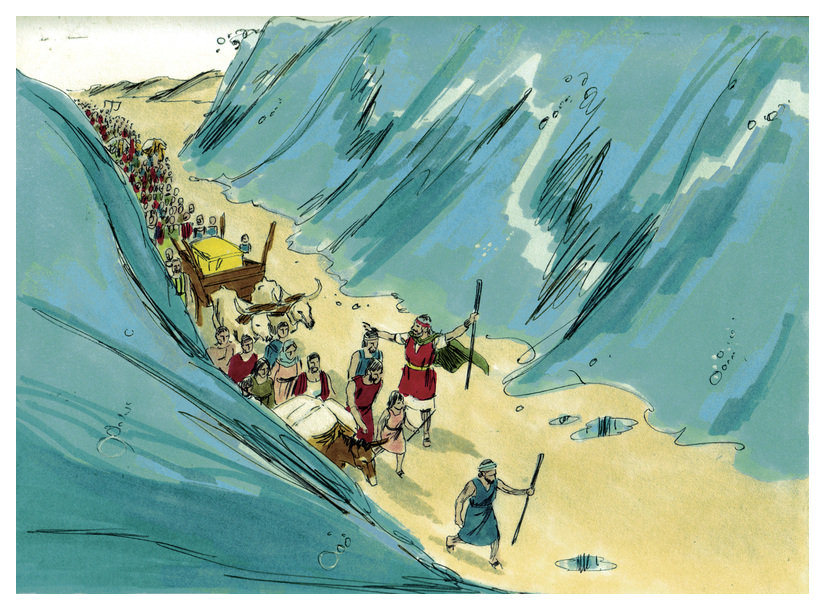
En la 3.ª lectura se recuerda la huida de Egipto del pueblo de Israel y el paso por el mar Rojo.

- 1.er salmo: Sal 103, 1-2a.5-6.10.12-14ab.24.35 (Ant: Envía tu Espirtu Señor, y renueva la faz de la tierra.)
- 2.ª lectura: Génesis 22, 1-18
- 2.º salmo: Sal 15, 5.8-11 (Ant: Protégeme, Dios mío, porque me refugio en ti.)
- 3.ª lectura: Éxodo 14, 15-15, 1a
- 3.er salmo: (Cántico) Éxodo 15, 1b-6.17-18 (Ant: Cantemos al señor, sublime es su victoria.)
- 4.ª lectura: Isaías 54, 5-14
- 4.º salmo: Sal 29, 2.4-6.11-12a.13b (Ant: te ensalzare Señor, porque me has librado.)
- 5.ª lectura: Isaías 55, 1-11
- 5.º salmo: (Cántico) Isaías 12, 2-6 (Ant: Sacarán aguas con gozo de las fuentes de la salvación.)
- 6.ª lectura: Baruc 3, 9-15. 32-4, 4
- 6.º salmo: Sal 18, 8-11 (Ant: Señor, tú tienes palabras de vida eterna.)
- 7.ª lectura: Ezequiel 36, 17a.18-28
- 7.º salmo: Sal 41, 3.5bcd; 42, 3-4 (Ant: Como busca la cierva corrientes de agua, así mi alma te busca a ti oh Dios mio.)
- 8.ª epístola: Carta a los Romanos 3, 6 - 11
- 8.º salmo: 117, 1-2. 16ab-17. 22-23 (Ant: Aleluya, Aleluya, Aleluya)
- 9.º evangelio: Ciclo A: San Mateo 28, 1-10, Ciclo B: San Marcos: 16, 1-7 o Ciclo C: San Lucas 24, 1-12.

Por razones pastorales, puede reducirse el número de lecturas a tres, siendo obligatorias la 1.ª, la 3.ª y la 7.ª, con sus respectivos salmos. En algunos casos, suele acompañarse de instrumentos musicales como el órgano, el canto del salmo responsorial de cada lectura del Antiguo Testamento.
Tras estos sigue la vigilia, el obispo celebrante inicia la entonación del Gloria que no se había cantado desde que empezó la Cuaresma, (a excepción de la misa de la cena del Señor del Jueves Santo) junto con repique de las campanas de la iglesia y las campanillas. Siguen el canto del Gloria el coro, acompañado de instrumentos musicales, y junto a él los fieles. Se encienden las restantes luces del templo y los monaguillos encienden los cirios del altar tomando fuego del cirio pascual. Además, adornan los altares del templo con arreglos florales, y si las imágenes del templo estaban cubiertas con velos en este instante son descubiertas.
Terminado el Gloria, el presbítero reza la oración colecta, y en seguida un seminarista o un seglar procede a la lectura de un fragmento de epístola del Apóstol San Pablo (Romanos 6, 3-11). Tras esta lectura y previo al Evangelio se entona de manera solemne el Aleluya, con su salmo del aleluya (Sal 117, 1-2.16-17.22-23), y el diácono, o el propio sacerdote celebrante a falta de diácono, procede a leer el Evangelio correspondiente (la Resurrección del Señor: según San Mateo en ciclo A, según San Marcos en ciclo B y según San Lucas en ciclo C).

### Liturgia bautismal
Tras la homilía, pronunciada por el celebrante principal, tiene lugar la liturgia bautismal, en la cual se administra el bautismo a los nuevos cristianos de ese año. Se bendice el agua de la pila bautismal con un rito de exorcismo especial y se cantan las letanías de los santos. También, los fieles presentes renuevan sus promesas bautismales, tomando de nuevo la luz del cirio pascual, y se los asperja con agua bendita. Si el celebrante principal es obispo, puede administrar también el sacramento de la confirmación a los fieles que se hayan preparado debidamente para ello. Aunque actualmente, el RICA (ritual para la iniciación cristiana de adultos) permite que el sacramento de la confirmación pueda ser administrado por cualquier presbítero.

### Liturgia eucarística
Finalmente, se continúa con la liturgia eucarística de la manera acostumbrada. Se suele usar la Plegaria Eucarística I o Canon Romano (más tradicional), tratándose de una liturgia muy solemne.
En el momento de la comunión, se acostumbra a realizar la Eucaristía bajo las dos especies. La procesión de comunión suele ser con cantos jubilosos y en algunos casos carismáticos, y al final de la Vigilia pascual el que está mandado en el Misal es el "Magnificat" (canto de María).
Finaliza la eucaristía impartiéndose la bendición final, ya que la vigilia pascual es el fin del Triduo Pascual, puesto que la celebración comenzó con la misa de la Cena del Señor el Jueves Santo, continuó con la Conmemoración de la Muerte del Señor el Viernes Santo, Nuestra Señora de la Soledad Sábado Santo que finaliza con la vigilia pascual en la madrugada de la Celebración del Domingo de Resurrección donde se imparte la bendición solemne y oficialmente concluye el Triduo Pascual. El envío Ite missa est (o Pueden ir en paz Aleluya, Aleluya.), en este día es solemnizado por el canto y por el doble aleluya que se añade.
Al final, aunque no es obligación, es costumbre cantar el Regina Coeli (Reina del Cielo), una alabanza a la Virgen María para que se alegre con la Resurrección de su Hijo.

## Liturgia ortodoxa
En la Iglesia ortodoxa la vigilia tiene muchos puntos en común con lo anteriormente expuesto. Se comienza también fuera del templo con las luces apagadas entonando la comunidad himnos. Es costumbre la bendición de cestos de alimentos con el agua bendecida en la celebración.

## Liturgia en las iglesias protestantes
En la Iglesia Anglicana la celebración tiene una estructura semejante. Si está presente un obispo en la celebración se pueden llevar a cabo el sacramento de la Confirmación
En las Comunidades Luteranas el servicio de la luz incluye el Exultet o pregón pascual. Se realizan doce lecturas de la Biblia. También se realizan bautizos cuando hay candidatos y el sacramento de la confirmación